# Bolia (langue)
Pour les articles homonymes, voir Bolia.
Le bolia est une langue bantoue parlée par les Bolia dans le Mai-Ndombe en République démocratique du Congo. Elle est proche du ntomba.

## Répartition géographique
Les Bolia occupent la rive nord et nord-ouest du Lac Mai-Ndombe et vers l’intérieur des terres sur environ 5 km. Leur territoire s’étend sur le secteur Bolia dans le territoire d’Inongo et inclut quelques villages au sud de la rivière Bolongolule (Olongo Lule) dans le secteur Basengele (Basɛ́ngɛlɛ) ; il est partagé en quatre divisions administratives correspondant plus ou moins aux sous-tribus (d’est en ouest) : Nkílɛ, Bakwala, Bolia Ibéké, Lokánga.